# Jüdischer Friedhof (Bielefeld)
Der Jüdische Friedhof ist ein Friedhof in Bielefeld in Nordrhein-Westfalen. Trägerin ist die Jüdische Kultusgemeinde Bielefeld. Er steht als Gesamtanlage unter Denkmalschutz und dient bis heute der jüdischen Gemeinde als Begräbnisplatz.

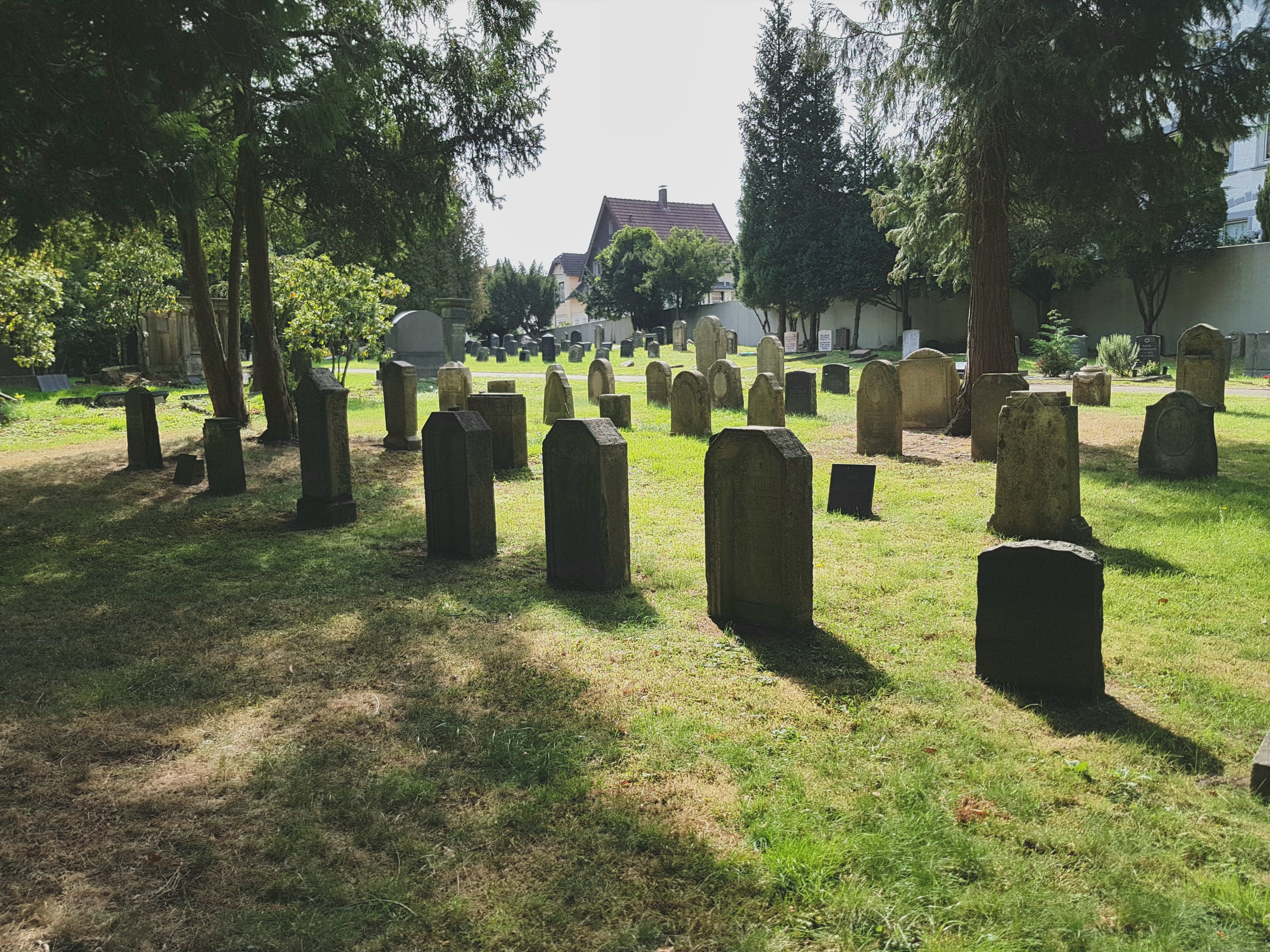
Der jüdische Friedhof 2018

## Lage und Geschichte
Der Friedhof liegt im Stadtbezirk Gadderbaum am Hang des Kahlen Berges in direkter Nachbarschaft zum Johannisfriedhof und Botanischen Garten und ist über deren Zuwegungen zu erreichen.
Der Jüdische Friedhof wurde 1891 als Ersatz für den zu klein gewordenen Begräbnisplatz am Bolbrinkersweg angelegt. Dieser war um 1880 schon stark belegt, was Reformjuden dazu veranlasst hatte, auf kommunalen Friedhöfen Grabstätten zu suchen. Eine Erweiterung am Bolbrinkersweg war aufgrund der bestehenden Bebauung nicht möglich.
In der Zeit des Nationalsozialismus fanden auf dem neuen Friedhof ab 1935 kaum noch Bestattungen statt.
Ein Gedenkstein erinnert an die Gemeindemitglieder, die dem Holocaust zum Opfer fielen:

„IN TREUEM GEDENKEN AN UNSERE 388 GEMEINDE–MITGLIEDER.
IN DEN JAHREN 1933–1945 MUSSTEN SIE IHR LEBEN FÜR UNSER JUDENTUM LASSEN.“

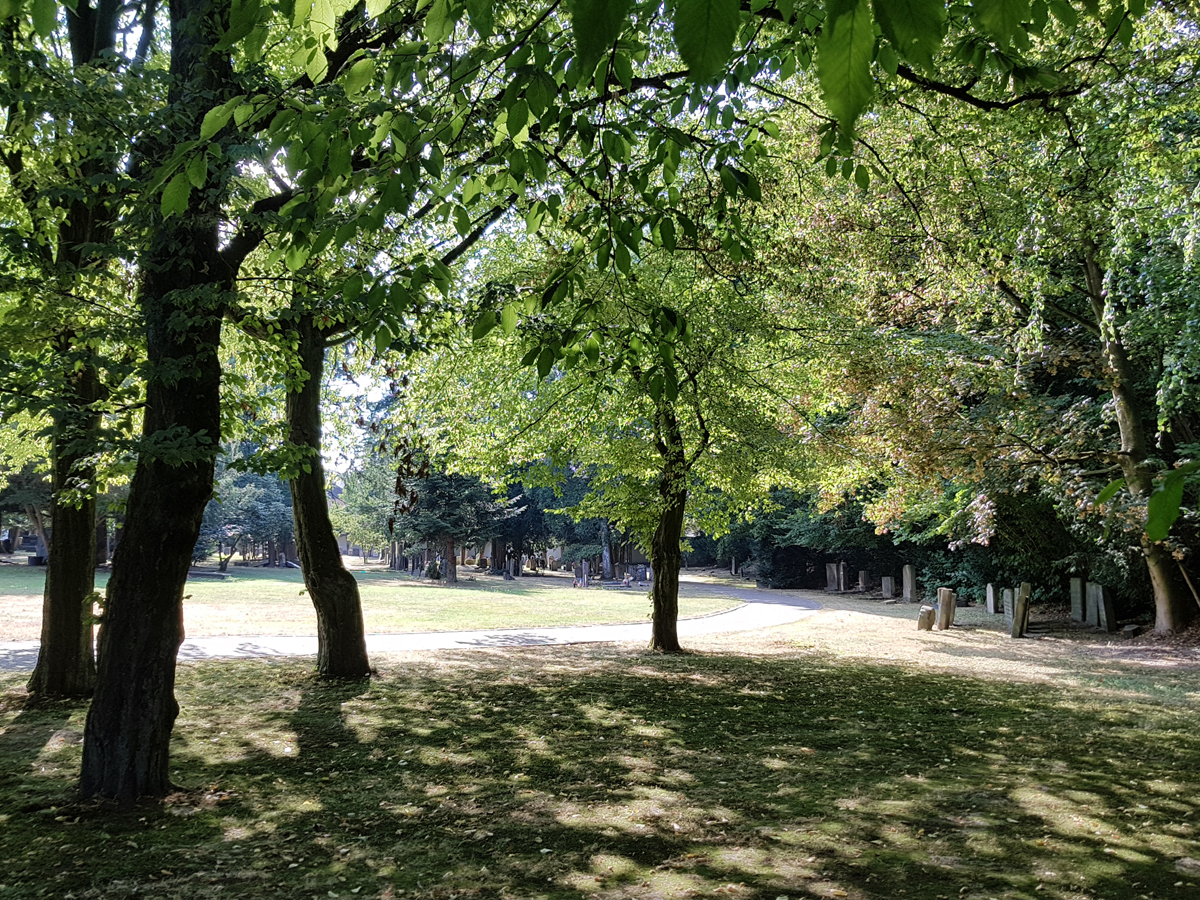
Jüdischer Friedhof in Bielefeld

Nennenswert ist die Tätigkeit des Friedhofsgärtners Gustav Vinke, der die Grabstätten trotz Bedrohungen während der nationalsozialistischen Diktatur weiter unentgeltlich pflegte.
Die Friedhofskapelle wurde nach dem Zweiten Weltkrieg zwar noch instand gesetzt, musste allerdings 1973 wegen Vandalismus abgerissen werden. Durch den Bau des Ostwestfalendamms 1970 war der Friedhof um 1.700 m² verkleinert worden.
Der alte, von 1665 bis 1891 genutzte jüdische Friedhof wurde 1953 dem Straßenbau geopfert. Etwa 11 Grabsteine wurden auf den neuen Friedhof überführt.
Die Jüdische Gemeinde Bielefeld bietet in Kooperation mit der Friedhofsverwaltung des städtischen Umweltbetriebes Führungen auf dem Friedhof an. Von den männlichen Besucher wird dabei erwartet, dass sie aus Respekt und Ehrerbietung gegenüber den Toten nach jüdischem Brauch eine Kopfbedeckung tragen. Ansonsten ist der Friedhof nicht öffentlich zugänglich.

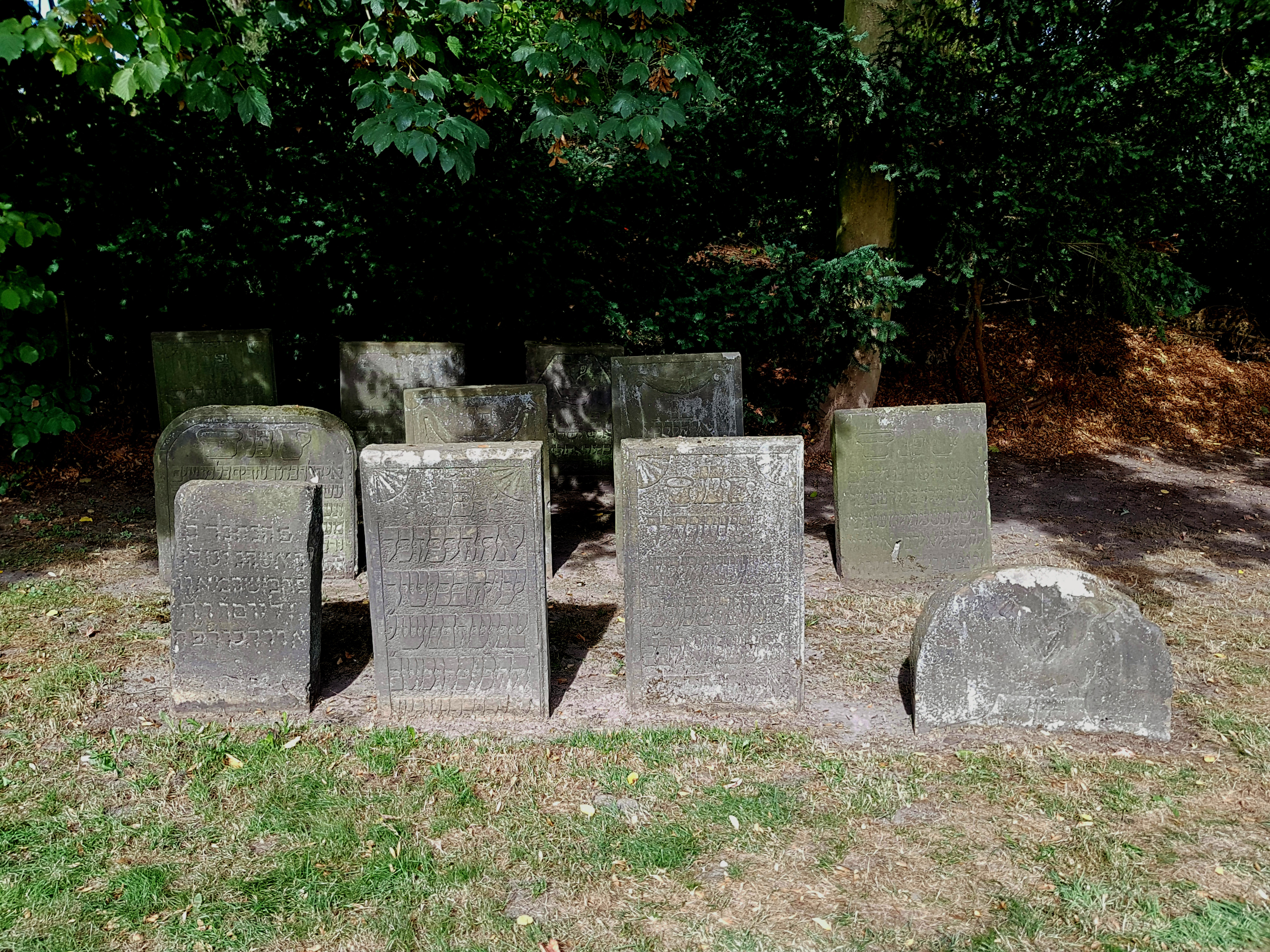
Die ältesten Grabsteine auf dem jüdischen Friedhof Bielefeld